# Asemostera involuta
Asemostera involuta är en spindelart som först beskrevs av Alfred Frank Millidge 1991.  Asemostera involuta ingår i släktet Asemostera och familjen täckvävarspindlar.
Artens utbredningsområde är Ecuador. Inga underarter finns listade i Catalogue of Life.